# 群馬県道205号福島停車場線
群馬県道205号福島停車場線（ぐんまけんどう205ごう ふくしまていしゃじょうせん）は、群馬県甘楽郡甘楽町内を通る県道である。

## 概要
上信電鉄上信線の上州福島駅と、国道254号を連絡する県道である。
県道206号同様、非常に短い県道である。県道197号ともつながっているため、そちらに抜けるために利用する人も多い。また、学生の登下校時はその送迎などのため、車の量が多くなることがある。

### 路線データ
- 起点：群馬県甘楽郡甘楽町福島（上信電鉄上信線 上州福島駅）[注釈 1]
- 終点：群馬県甘楽郡甘楽町福島（国道254号交点）[注釈 2]

## 歴史
- 1959年（昭和34年）9月18日：群馬県より現・道路法に基づき、県道福島停車場線（福島停車場 - 県道富岡藤岡線[注釈 3]交点〈甘楽郡甘楽町〉、整理番号115）が路線認定される[3]。
  - 同日、前身路線にあたる県道福島停車場線（甘楽郡甘楽町 - 福島停車場、整理番号204）が路線廃止される[4]。

## 地理

### 通過する自治体
- 群馬県
  - 甘楽郡甘楽町

### 交差する主な道路
- 国道254号、群馬県道197号下高尾小幡線 - 終点